# 신 티
《신 티》(스페인어: Sin ti)은 1997년 방영된 멕시코의 텔레노벨라이다.